# Заражение: Вирус смерти
«Заражение: Вирус смерти» (англ. Dead & Deader; иное название «Мёртвый и ещё мертвее») — американская зомби-комедия 2006 года режиссёра Патрика Динхата.

## Сюжет
Специальный военизированный отряд под командованием лейтенанта Куинна отправляется в леса Камбоджи. Причиной их отправки в столь отдалённые места стало нарушение связи со сверхсекретным экспериментальным медицинским центром, где учёные занимались разработкой биологического оружия в виде скорпионов, которые, проникая в тело человека, паразитируют там и, добравшись до сердца, превращает человеческое существо в зомби. Прибыв на место расположения центра, спецотряд подвергается атаке этих самых зомби. В дальнейшем, в ходе перестрелки и взрыва, разбивается террариум с опытными образцами разработок в виде паразитирующих скорпионов. Раненый лейтенант по рации запрашивает дополнительные силы.
После прибытия помощи труп лейтенанта Куинна доставляют в военный госпиталь в Калифорнии. Однако перед самым вскрытием, лежащий на столе Куинн вдруг оживает и начинает разговаривать. Вскоре выясняется, что один из скорпионов проник в тело лейтенанта, однако в силу его болезни (лейкемия), не добрался до его сердца и теперь всё ещё живой находится где-то в области руки. Подобное проникновение имело для Куинна как свои плюсы, так и минусы: он теперь стал обладать недюжинной силой, а его организм приобрёл способность чудесным образом регенерироваться; однако, при всём при этом, Куинн стал часто испытывать потребность в сыром мясе, а его кровь изменила цвет на зелёный и стала дурно пахнуть.
В это время другие члены специального отряда, тела которых также были доставлены в госпитали, но совсем другие, также были подвергнуты заражению. После истечения инкубационного периода они превратились в зомби — существ, которые имеют лишь одно чувство — голод. Кроме того, после укуса заражённым человеком нормального, последний также подвергается заражению и превращается в зомби. Лейтенанту Куинну, военному повару Джадсону и барменше Холли предстоит найти всех заражённых и уничтожить.

## В ролях
| Актёр           | Роль                   |
| --------------- | ---------------------- |
| Дин Кейн        | лейтенант Роберт Куинн |
| Гай Торри       | рядовой-повар Джадсон  |
| Сьюзан Уорд     | барменша Холли         |
| Коллин Кэмп     | миссис Вистериа        |
| Элли Корнелл    | доктор Адамс           |
| Питер Грин      | доктор Скотт           |
| Джон Биллингсли | доктор Лэнгдон         |
| Наташа Мальте   | доктор Бойл            |
| Хо Сунг Пак     | наёмник                |
| Тайсон Терру    | Билл Сандерсон         |

## Отсылки к произведениям популярной культуры и реальным личностям
В ходе диалогов между героями фильма, последние ссылаются на множество различных фильмов. В частности на «Звёздные войны», «Рассвет мертвецов», серию фильмов о Джеймсе Бонде, «Рэмбо: Первая кровь», «Шрек», «Побег из Шоушенка», «Люди Икс», «Шестое чувство», «Фантазм», клип Майкла Джексона «Триллер», компьютерныйм играм EverQuest и Halo.
Помимо этого в фильме существует отсылка к двум известным кинодеятелям — Сэму Рэйми и Брюсу Кэмпбеллу — в сцене, когда на экране появляются двое полицейских с такими фамилиями.